# 索肖古維
索肖古維是一個位於南非豪登省比勒陀利亞以北約30公里的鄉鎮。索肖古維這名稱是由索托人（Sotho）、尚加納人（Shangaan）、恩古尼人（Nguni）以及文達人（Venda）的縮寫組成，反映了該地區的人口是由多個族群所構成的。南非幾種主要的非洲語言在索肖古維都有人使用。
1974年，國民黨政府將馬摩洛迪與亞特山維爾的居民重新安置到索肖古維，並按照他們所屬的部落來劃分。雖然此舉目的是為了讓種族隔離政府容易管理索肖古維，但卻讓社區內出現分裂，而各族群亦互相猜疑。在二十多年後，索肖古維依然存在過去種族隔離時期所遺留的痕跡，但各族群之間的文化已經逐漸融合起來。居住於索肖古維的人會說多種語言，是使用最多語言的南非人。
茨瓦英（Tswaing；在茨瓦納語中，意為“鹽的地方”）是一個佔地約2,000公頃的遺址，位於比勒陀利亞中部以西北約40公里處，周邊有例如溫特貝德、索肖古維、馬保皮恩及埃斯特爾斯特等超過1,000,000人居住的定居點。

## 人文景觀
- 索肖古維是茨瓦內科技大學（英语：Tshwane University of Technology）的所在地
- 南非第二個Fab lab自造實驗室位於索肖古維的Block TT，由一群自稱為“光明青年理事會”的失業青年負責經營[3][4]。
- 茨瓦英撞擊坑（英语：Tswaing Crater）
- 巨人球場（英语：Giant Stadium）